# Stora Håversjön
Stora Håversjön är en sjö i Ljusdals kommun i Hälsingland och ingår i Ljusnans huvudavrinningsområde. Sjön har en area på 0,531 kvadratkilometer och ligger 285,1 meter över havet. Sjön avvattnas av vattendraget Sorgån.

## Delavrinningsområde
Stora Håversjön ingår i det delavrinningsområde (687652-148747) som SMHI kallar för Utloppet av Stora Håversjön. Medelhöjden är 331 meter över havet och ytan är 6,65 kvadratkilometer. Räknas de 2 avrinningsområdena uppströms in blir den ackumulerade arean 11,69 kvadratkilometer. Sorgån som avvattnar avrinningsområdet har biflödesordning 2, vilket innebär att vattnet flödar genom totalt 2 vattendrag innan det når havet efter 163 kilometer. Avrinningsområdet består mestadels av skog (87 procent). Avrinningsområdet har 0,53 kvadratkilometer vattenytor vilket ger det en sjöprocent på 8 procent.